# گوبرواتس
گوبرواتس (به صربی: Guberevac) یک منطقهٔ مسکونی در صربستان است که در Sopot واقع شده‌است. گوبرواتس ۶۴۶ نفر جمعیت دارد.